# Hydropsyche maura
Hydropsyche maura är en nattsländeart som beskrevs av Navás 1932. Hydropsyche maura ingår i släktet Hydropsyche och familjen ryssjenattsländor. Inga underarter finns listade i Catalogue of Life.